# Lucas Sebastián Haedo
Lucas Sebastian Haedo (født 18. april 1983) er en argentinsk tidligere cykelrytter.
Fra 2010-2012 kørte Haedo for det danske hold Team Saxo Bank. Han er lillebror til Juan José Haedo, som kørte for den danske hold fra 2007 til 2012, indtil han i 2013 skiftede til amerikanske Jamis-Hagens Berman.